# Richard Tucker
Richard Tucker, nato Rivn (Rubin) Ticker (New York, 28 agosto 1913 – Kalamazoo, 8 gennaio 1975) è stato un tenore statunitense.

## Biografia
Richard Tucker nacque come Rivn (Rubin) Ticker nel borough di Brooklyn da genitori ebrei immigrati nel 1911 dalla Bessarabia. Il padre Sruel (Sam) Ticker e la madre Fanya-Tsipa (Fanny) Ticker mutarono il cognome in "Tucker" già prima che il figlio iniziasse le scuole.
Il suo talento musicale fu presto scoperto e coltivato sotto la guida di Samuel Weisser alla sinagoga Tifereth Israel a Manhattan. Gli interessi del Tucker adolescente variavano tra l'atletica leggera, nella quale eccelse durante gli anni della scuola superiore, e il canto a matrimoni e bar mitzvah come studente del coro. Col tempo passò da cantore a tempo parziale al tempio Emanuel di Passaic (New Jersey) a un impiego a tempo pieno al tempio Adath Israel nel Bronx e nel giugno 1943 al grande e prestigioso centro ebraico di Brooklyn. Fino ad allora gli introiti di Tucker provenivano dall'attività di rappresentante per la Reliable Silk Company, nel distretto della moda di Manhattan.
L'11 febbraio 1936 sposò Sara Perelmuth, figlia di Levi e Anna Perelmuth, proprietari della Grand Mansion, una sala per banchetti kosher nel Lower East Side di Manhattan. Al tempo delle nozze il figlio maggiore dei Perelmuth, Yakob, era già una stella della radio nazionale come violinista jazz e tenore. Egli, assunto il nome di Jan Peerce, debuttò al Teatro Metropolitan il 29 novembre 1941, mentre Tucker stava cercando di costruirsi una fortuna come commerciante di fodere e continuava a officiare al Tempio Adath Israel nel Bronx.

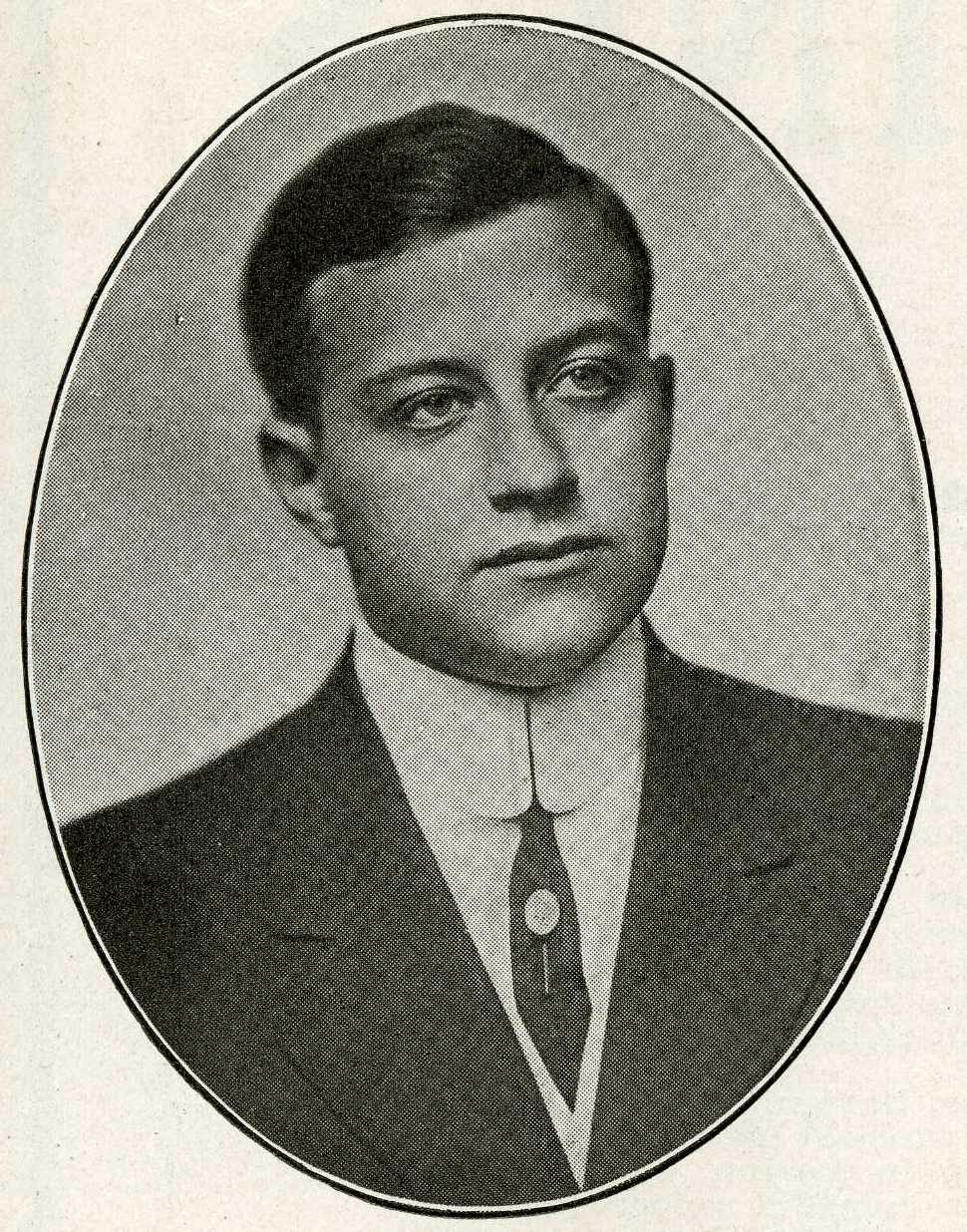
Paul Althouse

Nonostante rimanesse scettico sulle abilità di Tucker e non incoraggiasse apertamente le sue ambizioni artistiche (cosa che portò a una rottura permanente tra i due cognati e le loro famiglie), Peerce ebbe un ruolo nel presentarlo al direttore d'orchestra e arrangiatore Zavel Zilberts, che fece esercitare Tucker finché non giunse all'attenzione dell'ex notevole tenore Paul Althouse che divenne il suo unico insegnante, a parte un tentativo non riuscito nel 1941 di entrare alla scuola del Metropolitan Opera Company. Nel 1944 il direttore generale del Met Edward Johnson giunse inaspettatamente al centro ebraico di Brooklyn per sentirlo cantare, offrendogli subito un'altra audizione e presto un contratto. Il 25 gennaio 1945 Tucker esordì nel massimo teatro americano come Enzo ne La Gioconda. Il debutto, uno dei più fortunati negli annali del Metropolitan, fece presagire la carriera trentennale di uno dei più importanti tenori americani del dopoguerra.
Nell'estate 1947 Tucker fu invitato a riprendere il personaggio de La Gioconda all'Arena di Verona. Per quell'opera il direttore artistico Giovanni Zenatello aveva ingaggiato anche un giovane e sconosciuto soprano greco-americano di nome Maria Callas. Le recensioni dell'epoca fanno capire che il successo di Tucker fu considerevolmente maggiore di quello della Callas, un fatto messo poi in ombra dall'acclamazione mondiale del soprano. Nel 1949 la rapida ascesa di Tucker fu confermata quando Arturo Toscanini lo ingaggiò nel ruolo di Radames per la trasmissione NBC di un'esecuzione completa di Aida. L'evento fu trasmesso per radio e per televisione e poi stampato su LP, CD, VHS e DVD. Questa fu la prima rappresentazione operistica completa ad essere trasmessa su un'emittente televisiva nazionale negli USA.
Negli anni seguenti, l'ampia voce lirica di Tucker si evolse verso uno stile lirico-spinto. Se i suoi tipici tratti stilistici, specialmente la sua predilezione per i singhiozzi "all'italiana", non furono sempre lodati dai critici, il timbro squillante e la tecnica senza incertezze ebbero un costante apprezzamento. In un'epoca in cui si esibivano al Metropolitan molti tenori di vaglia, tra i quali Jussi Björling, Giuseppe Di Stefano, Mario Del Monaco, Tucker rimase un tenore tra i più considerati e accettò nuove sfide. Sebbene la sua presenza scenica non si notasse gran che durante la maggior parte della carriera, Tucker fece una grande impressione sui critici più anziani quando rielaborò il ruolo di Canio in Pagliacci sotto la regia di Franco Zeffirelli nel gennaio 1970. Il tenore all'epoca si stava avvicinando alla sessantina.

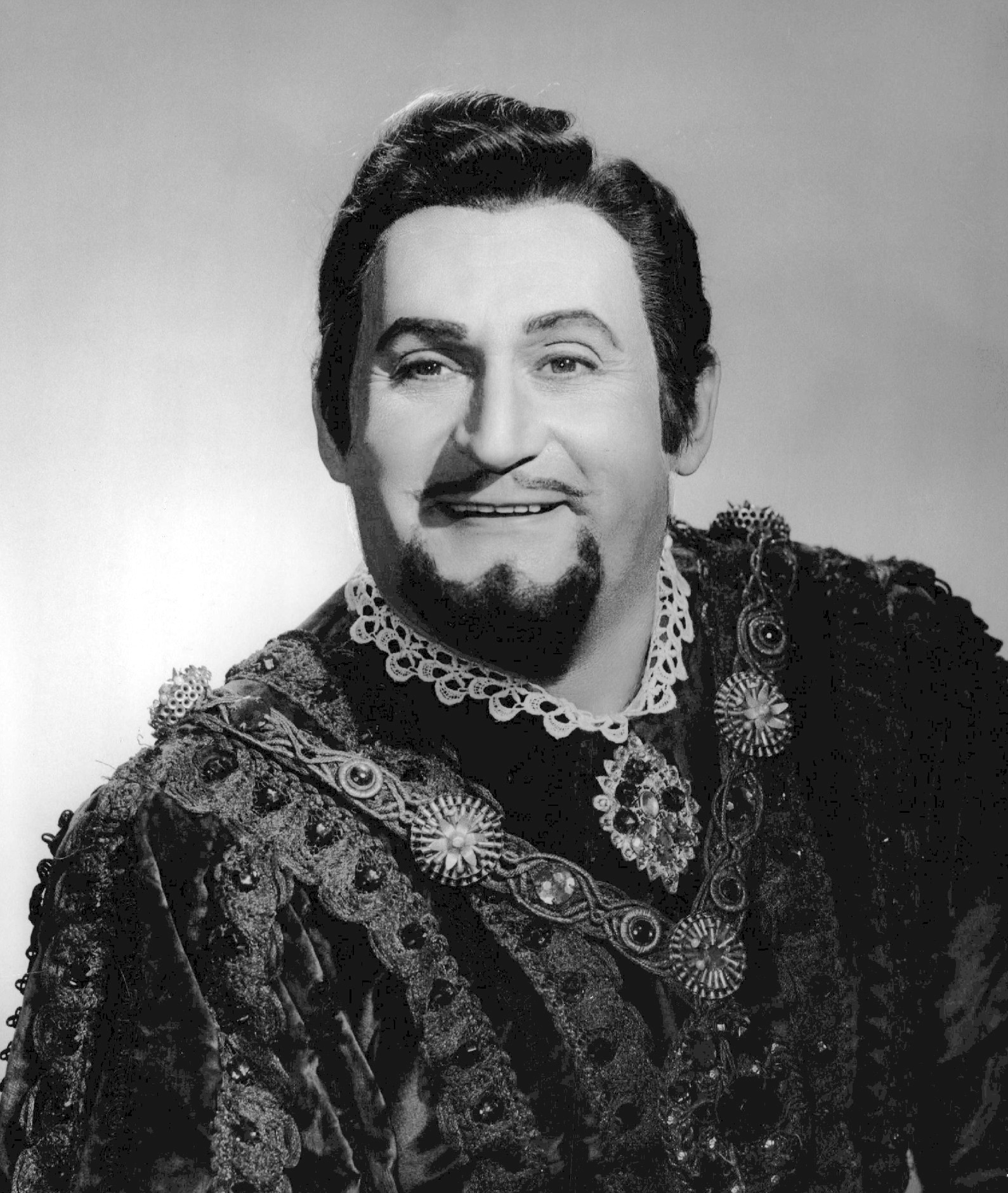
In Rigoletto al Metropolitan (1971)

Prima e dopo ogni stagione operistica al Metropolitan, Tucker apparve in concerti negli Stati Uniti. Alla fine degli anni cinquanta e all'inizio dei sessanta le sue presenze in una serie di "Serate Puccini" all'aperto al Lewisohn Stadium di New York attrassero spesso un pubblico di oltre 13000 spettatori. Durante la carriera Tucker continuò a officiare come cantore negli Rosh Hashana, Yom Kippur e altri eventi del calendario liturgico ebraico. Da capofamiglia devoto e severo guidò la formazione religiosa dei suoi tre figli (Berel Tucker detto Barry, nato nel 1938, David N. Tucker, nato nel 1941, e Henry R. Tucker, nato nel 1946) e organizzò un'esibizione assieme a loro in un popolare programma televisivo nei primi anni cinquanta.
La sua ultima rappresentazione al Metropolitan risale al 3 dicembre 1974 in Pagliacci, raggiungendo le 738 recite al Met.
Tucker ebbe un contratto a lungo termine con la Columbia Records ed effettuò registrazioni anche con la RCA Victor. Tuttavia, in confronto alla durata della carriera, le registrazioni commerciali sono in proporzione frammentarie e, secondo il parere di molti dei suoi colleghi, non trasmettono adeguatamente la potenza e la rotondità della sua voce. Molte registrazioni, anche private, sono state rimasterizzate e sono disponibili su CD e formati scaricabili on-line. Un certo numero di apparizioni televisive a The Voice of Firestone e The Bell Telephone Hour sono state conservate in kinescope e su nastro e pubblicate nei formati VHS e DVD. Una completa esibizione nel ruolo di Canio con la regia di Franco Zeffirelli, che doveva essere abbinata a una di Cavalleria rusticana con Franco Corelli, non fu mai trasmessa in televisione e mai pubblicata per il commercio per ragioni legali.
Sebbene l'immagine pubblica di Tucker fosse quella di un interprete combattivo e sicuro di sé, il suo comportamento fuori dal palcoscenico era quello di un uomo prevalentemente riservato e immancabilmente pieno di riguardi, specialmente quando erano coinvolti ammiratori e colleghi. Mai incline a rivolgersi al passato, Tucker viveva sempre alla giornata e manteneva una visione giovanile della vita. Mostrava anche una propensione allo scherzo, anche durante le rappresentazioni: una volta, durante una trasmissione de La forza del destino col baritono Robert Merrill, Tucker aveva nascosto una fotografia di nudo in un bauletto che Merrill avrebbe dovuto aprire sulla scena. Anni dopo, Merrill lo descrisse come un originale, spuntato fuori dalle pagine di una storia di Damon Runyon.

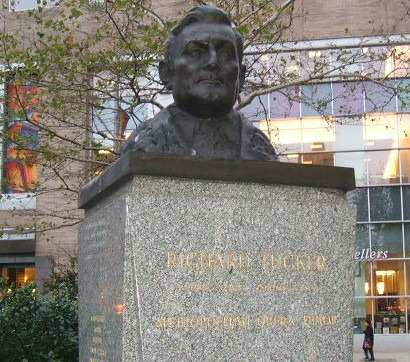
Monumento a Tucker (New York, Lincoln Center)

## La morte
Tucker era in tour per una serie di concerti con Robert Merrill quando l'8 gennaio 1975 morì per infarto mentre riposava prima di un'esibizione serale a Kalamazoo nel Michigan. È la sola persona il cui funerale si sia tenuto sulla scena del Metropolitan. Come tributo al suo lascito al teatro, la città di New York ha rinominato il parco adiacente al Lincoln Center Richard Tucker Square.
Poco dopo la sua morte, si costituì la Fondazione Musicale Richard Tucker. Nei decenni successivi la fondazione, i cui concerti annuali, trasmessi in televisione, sono stati presentati da Luciano Pavarotti e altre grandi stelle della lirica, ha consegnato premi e borse di studio molto consistenti per la musica vocale ad artisti come Renée Fleming, Deborah Voigt e molti altri cantanti d'opera affermatisi poi in ambito internazionale.

## Repertorio
| Repertorio operistico |                       |                 |
| Ruolo                 | Titolo                | Autore          |
| Don José              | Carmen                | Bizet           |
| Lenskij               | Evgenij Onegin        | Čajkovskij      |
| Edgardo Ravenswood    | Lucia di Lammermoor   | Donizetti       |
| Lyonel                | Martha                | Flotow          |
| Andrea Chénier        | Andrea Chénier        | Giordano        |
| Faust                 | Faust                 | Gounod          |
| Éléazar               | La Juive              | Halévy          |
| Canio/Pagliaccio      | Pagliacci             | Leoncavallo     |
| Turiddu               | Cavalleria rusticana  | Mascagni        |
| Vasco da Gama         | L'Africaine           | Meyerbeer       |
| Ferrando              | Così fan tutte        | Mozart          |
| Tamino                | Die Zauberflöte       | Mozart          |
| Grigory               | Boris Godunov         | Musorgskij      |
| Hoffmann              | Les contes d'Hoffmann | Offenbach       |
| Enzo Grimaldo         | La Gioconda           | Ponchielli      |
| Renato Des Grieux     | Manon Lescaut         | Puccini         |
| Rodolfo               | La bohème             | Puccini         |
| Mario Cavaradossi     | Tosca                 | Puccini         |
| F. B. Pinkerton       | Madama Butterfly      | Puccini         |
| Dick Johnson          | La fanciulla del West | Puccini         |
| Calaf                 | Turandot              | Puccini         |
| Samson                | Samson et Dalila      | Saint-Saëns     |
| Alfred                | Die Fledermaus        | Strauss, Johann |
| Rodolfo               | Luisa Miller          | Verdi           |
| Duca di Mantova       | Rigoletto             | Verdi           |
| Manrico               | Il trovatore          | Verdi           |
| Alfredo Germont       | La traviata           | Verdi           |
| Gabriele Adorno       | Simon Boccanegra      | Verdi           |
| Riccardo              | Un ballo in maschera  | Verdi           |
| Don Alvaro            | La forza del destino  | Verdi           |
| Don Carlo             | Don Carlo             | Verdi           |
| Radames               | Aida                  | Verdi           |

## Discografia

### Incisioni in studio
| Anno | Titolo Ruolo                           | Cast                                                              | Direttore                   | Casa                       |
| ---- | -------------------------------------- | ----------------------------------------------------------------- | --------------------------- | -------------------------- |
| 1947 | La bohème Rodolfo                      | Bidu Sayão, Frank Valentino, Mimi Benzell                         | Giuseppe Antonicelli        | Columbia                   |
| 1949 | Madama Butterfly F. B. Pinkerton       | Eleanor Steber, Giuseppe Valdengo, Jean Madeira                   | Max Rudolf                  | Columbia                   |
| 1950 | Die Fledermaus Alfred                  | Ljuba Welitsch, Lily Pons, Charles Kullman, John Brownlee         | Eugene Ormandy              | Columbia                   |
| 1951 | Pagliacci Canio                        | Lucine Amara, Giuseppe Valdengo                                   | Fausto Cleva                | Columbia                   |
| 1952 | Così fan tutte Ferrando                | Eleanor Steber, Roberta Peters, Frank Guarrera                    | Fritz Stiedry               | Columbia                   |
| 1953 | Cavalleria rusticana Turiddu           | Margaret Harshaw, Frank Guarrera                                  | Fausto Cleva                | Columbia                   |
| 1954 | Lucia di Lammermoor Edgardo Ravenswood | Lily Pons, Frank Guarrera, Norman Scott                           | Fausto Cleva                | Columbia                   |
|      | La forza del destino Don Alvaro        | Maria Callas, Carlo Tagliabue, Nicola Rossi-Lemeni, Elena Nicolai | Tullio Serafin              | Columbia/EMI               |
| 1955 | Aida Radames                           | Maria Callas, Fedora Barbieri, Tito Gobbi                         | Tullio Serafin              | Columbia/EMI               |
| 1957 | Andrea Chénier                         | Maria Curtis Verna, Mario Sereni                                  | Fausto Cleva                | Metropolitam Opera Records |
| 1959 | Rigoletto Duca di Mantova              | Renato Capecchi, Gianna D'Angelo                                  | Francesco Molinari-Pradelli | Philips                    |
|      | Il trovatore Manrico                   | Leontyne Price, Leonard Warren, Rosalind Elias, Giorgio Tozzi     | Arturo Basile               | RCA                        |
| 1960 | La traviata Alfredo Germont            | Anna Moffo, Robert Merrill                                        | Fernando Previtali          | RCA                        |
| 1961 | La bohème Rodolfo                      | Anna Moffo, Robert Merrill, Mary Costa, Giorgio Tozzi             | Erich Leinsdorf             | RCA                        |
| 1962 | Madama Butterfly F. B. Pinkerton       | Leontyne Price, Philip Maero, Rosalind Elias                      | Erich Leinsdorf             | RCA                        |
| 1964 | La forza del destino Don Alvaro        | Leontyne Price, Robert Merrill, Giorgio Tozzi, Shirley Verrett    | Thomas Schippers            | RCA                        |
| 1974 | La Juive Éléazar (selez.)              | Martina Arroyo, Anna Moffo, Juan Sabaté                           | Antonio de Almeida          | RCA                        |

### Registrazioni dal vivo
- La Gioconda, con Zinka Milanov, Leonard Warren, Risë Stevens, Giacomo Vaghi, dir. Emil Cooper - Met 1946
- Aida, con Herva Nelli, Eva Gustavson, Giuseppe Valdengo, Norman Scott; dir. Arturo Toscanini - New York 1949 (aggiunte 1954)
- Carmen, con Risë Stevens, Nadine Conner, Paolo Silveri, dir. Fritz Reiner - Met 1952
- Don Carlo, Jerome Hines, Paolo Silveri, Delia Rigal, Fedora Barbieri, dir. Fritz Stiedry - Met 1952
- Don Carlo, con Jerome Hines, Ettore Bastianini, Eleanor Steber, Blanche Thebom, dir. Kurt Adler - Met 1955
- Un ballo in maschera, con Zinka Milanov, Josef Metternich, Jean Madeira, dir. Dimitri Mitropoulos - Met 1955
- I racconti di Hoffmann, con Roberta Peters, Risë Stevens, Lucine Amara, dir. Pierre Monteux - Met 1955
- Rigoletto, con Leonard Warren, Roberta Peters, dir. Fausto Cleva - Met 1956
- Tosca, con Renata Tebaldi, Leonard Warren, dir. Dimitri Mitropoulos - Met 1956
- La forza del destino, con Zinka Milanov, Leonard Warren, Cesare Siepi, dir. Fritz Stiedry - Met 1956
- Andrea Chénier, con Zinka Milanov, Leonard Warren, dir. Fausto Cleva - Met 1957
- Cavalleria Rusticana, con Zinka Milanov, Frank Valentino, dir, Fausto Cleva - Boston 1957
- Tosca, con Antonietta Stella, Leonard Warren, dir. Dimitri Mitropoulos -  Met 1958
- Manon Lescaut, con Renata Tebaldi, Frank Guarrera, Fernando Corena, dir. Fausto Cleva - Met 1959
- La forza del destino, con Renata Tebaldi, Mario Sereni, Jerome Hines, dir. Thomas Schippers - Met 1960
- Don Carlo, con Margherita Roberti, Boris Christoff, Tito Gobbi, Giulietta Simionato, dir. Antonino Votto - Chicago 1960
- Lucia di Lammermoor, con Joan Sutherland, Mario Zanasi, dir. Antonino Votto - Chicago 1961
- La fanciulla del west, con Dorothy Kirsten, Anselmo Colzani, dir. Fausto Cleva - Met 1962
- Rigoletto, con Robert Merrill, Roberta Peters, Bonaldo Giaiotti, dir. Fausto Cleva - Met 1964
- Il trovatore, con Montserrat Caballè, Mario Zanasi, Franca Mattiucci, Ivo Vinco, dir. Thomas Schippers - Firenze 1968
- Simon Boccanegra, con Cornell MacNeil, Nicolai Ghiaurov, Rita Orlandi Malaspina, Sherrill Milnes; dir. Francesco Molinari Pradelli - Met 1968
- Luisa Miller, con Luisa Maragliano, Mario Zanasi, Paolo Washington, Adriana Lazzarini, Giovanni Foiani, dir. Francesco Molinari Pradelli - La Scala 1969
- Andrea Chenier, con Gilda Cruz-Romo, Mario Sereni, dir. Francesco Molinari Pradelli - Met 1970
- Il trovatore, con Martina Arroyo, Mario Sereni, Shirley Verrett, dir. Zubin Mehta - Met 1971

## Estratti audio
- Richard Tucker ne La Fanciulla del West (MP3) [collegamento interrotto], su media.libsyn.com.
- Renata Tebaldi e Richard Tucker in una scena da Manon Lescaut di Puccini (MP3) [collegamento interrotto], su media.libsyn.com.
- Richard Tucker canta l'operetta (MP3) [collegamento interrotto], su media.libsyn.com.